# Carl Adolf Martienssen
Carl Adolf Martienssen (6 december 1881 in Güstrow - 1 maart 1955 in Berlijn) was een Duits pianist en muziekpedagoog.
Carl Adolf Martienssen kreeg les van Karl Klindworth en Alfred Reisenauer die zelf nog bij Franz Liszt had gestudeerd. Carl Adolf Martienssen werd daarom wel "de kleinzoon van Liszt" genoemd. Ook Wilhelm Berger, Hermann Kretzschmar, Hans Sitt en Arthur Nikisch gaven hem muziekonderwijs.
Zelf mocht Carl Adolf Martienssen vanaf 1914 pianoles gaan geven op het conservatorium in Leipzig waar hij in 1933 de titel "Professor" kreeg. Op 1 mei 1933 werd Carl Adolf Martienssen met partijnummer 2.382.346 lid van Adolf Hitlers NSDAP. Prof. Martienssen trachtte meteen munt uit zijn lidmaatschap te slaan en verzocht de nazi-ideoloog Alfred Rosenberg en de fascistische en antisemitische Kampfbund für deutsche Kultur om een leerstoel aan de Musikhochschule Berlin . Die positie kreeg Martienssen echter pas in 1935 als opvolger van Edwin Fischer.
Na de oorlog gaven de communistische machthebbers Prof. Martienssen eerst een onbeduidende functie in Rostock en in 1950 weer een leerstoel aan de "Hochschule für Musik "Hanns Eisler" in Oost-Berlijn.
Carl Adolf Martienssen werd bekend om zijn boeken over de methodiek van het pianonderwijs. Hij was ook verantwoordelijk voor de wetenschappelijk verantwoorde heruittgave van alle Klavier-Sonaten van Joseph Haydn, Wolfgang Amadeus Mozart, Ludwig van Beethoven, de Sonatinen van Anton Diabelli, kleinere werken voor klavier van Johann Sebastian Bach en de etudes van Carl Czerny. In 1912 ontdekte Martienssen in een Deense bibliotheek een verdwenen gewaande cantate van Johann Sebastian Bach met de titel "Mein Herze schwimmt im Blut" dat als BWV 199 werd geregistreerd.
Een aantal van Martienssens leerlingen werd bekend of zelfs beroemd. Onder hen zijn de componisten Hugo Distler, Georg Trexler, Artur Immisch en Hans Schaeuble, de dirigenten Sergiu Celibidache en Adolf Fritz Guhl, de Pianisten Karl-Heinz Schlüter, Carl Seemann, Max Martin Stein, Sebastian Peschko en Erik Then-Bergh, Organist en Thomas-Kantor Kurt Thomas, Kreuz-Kantor Herbert Collum en Robert Köbler. Prof. Martienssen onderwees de pedagogen August Leopolder en Kurt Hessenberg.
Hij ontving in 1916 de Orde voor Kunst en Wetenschap van Mecklenburg-Strelitz in Zilver.

## Publicaties
- Die individuelle Klaviertechnik auf der Grundlage des schöpferischen Klangwillens, 1930
- Methodik des individuellen Klavierunterrichts, 1937
- Schöpferischer Klavierunterricht, 1954